# Miracle Workers
Miracle Workers är en amerikansk komedi- och dramaserie vars första säsong bestod sju avsnitt och hade premiär den 12 februari 2019. Serien är skapad av Simon Rich. Den första säsongen är baserad på hans roman från 2012, What in God's Name. Den andra säsongen baserades på boken Revolution. Serien har även förnyats med såväl en tredje som en fjärde säsong. Den fjärde säsongen har premiär på HBO Max den 10 juli 2023.

## Handling
Serien kretsar kring Gud som planerar att spränga jorden. För att undvika mänsklighetens undergång måste två änglar övertyga chefen om att tänka om. För att göra detta slår de vad med Gud om att hjälpa två människor att bli kära i varandra.

## Rollista i urval
- Daniel Radcliffe
- Steve Buscemi
- Geraldine Viswanathan
- Karan Soni
- Jon Bass
- Sasha Compère
- Lolly Adefope
- Chris Parnell
- Margaret Cho